# Bouxwiller (Baix Rin)
 Bouxwiller (en alsacià Buswiller) és un municipi francès, situat a la regió del Gran Est, al departament del Baix Rin. L'any 2004 tenia 3.935 habitants.
Forma part del cantó de Bouxwiller, del districte de Saverne i de la Comunitat de comunes de Hanau-La Petite Pierre.

## Demografia
| 1962  | 1968  | 1975  | 1982  | 1990  | 1999  |
| ----- | ----- | ----- | ----- | ----- | ----- |
| 3.665 | 3.717 | 3.706 | 3.655 | 3.693 | 3.683 |

## Administració
| Període   | Identitat      | Partit |
| --------- | -------------- | ------ |
| 2001-2008 | Danielle Buchi |        |